# Hit24
Hit24 war ein Fernsehsender, der vorwiegend Musik aus dem Bereich von Rock ’n’ Roll und Pop sendete. Das 24-stündige Spartenprogramm brachte Musikclips, moderierte Musiksendungen und Live-Konzerte. Sendestart war am 3. April 2004.
Zielgruppe waren die über 30-Jährigen. Das Programm wurde ebenso, wie das Pendant aus dem Bereich der volkstümlichen Musik Goldstar TV, von der Mainstream Media AG des Medienunternehmers Gottfried Zmeck in Ismaning bei München produziert.
Hit24 wurde digital über Satellit verbreitet und war dort, sowie im Kabel, im Rahmen des Programmbouquets von Premiere zu empfangen. Im Zuge der Umstellungen des Programmangebots durch den Markenwechsel zu "Sky Deutschland" wurde dieser Verbreitungsweg zum 1. Juli 2009 eingestellt. Neue Empfangsmöglichkeiten, z. B. über Kabelnetzbetreiber oder IPTV und die damit auch verbundene weitere Zukunft des Senders waren damals noch offen. Zu einer Fortführung des Sendebetriebs kam es nicht. 